# 恩斯特 (德国)
恩斯特是德国莱茵兰-普法尔茨州的一个市镇。总面积4.18平方公里，总人口542人，其中男性266人，女性276人（2011年12月31日），人口密度130人/平方公里。